# Litauische Eishockeyliga 1992/93
Die Saison 1992/93 war die zweite Spielzeit der litauischen Eishockeyliga, der höchsten litauischen Eishockeyspielklasse. Meister wurde zum insgesamt zweiten Mal in der Vereinsgeschichte der SC Energija.

## Modus
In der Hauptrunde absolvierte jede der vier Mannschaften insgesamt zwölf Spiele. Der Erstplatzierte der Hauptrunde wurde Meister. Für einen Sieg erhielt jede Mannschaft zwei Punkte, bei einem Unentschieden gab es ein Punkt und bei einer Niederlage null Punkte.

## Hauptrunde
|    | Klub                  | Sp | S  | U | N  | Tore   | Punkte |
| -- | --------------------- | -- | -- | - | -- | ------ | ------ |
| 1. | SC Energija           | 12 | 11 | 1 | 0  | 133:25 | 23     |
| 2. | Vytis Kaunas          | 12 | 7  | 2 | 3  | 97:51  | 16     |
| 3. | Poseidonas Elektrenai | 12 | 4  | 1 | 7  | 67:90  | 9      |
| 4. | Germantas Telsiai     | 12 | 0  | 0 | 12 | 29:160 | 0      |

Sp = Spiele, S = Siege, U = unentschieden, N = Niederlagen, OTS = Overtime-Siege, OTN = Overtime-Niederlage, SOS = Penalty-Siege, SON = Penalty-Niederlage